# Heliotropium pannifolium
Heliotropium pannifolium (геліотроп Святої Єлени), який нині вимер, але раніше був невеликим кущем з волохатим листям до 1 метра у висоту. Вплив людини на острів Святої Єлени був серйозним, і Heliotropium pannifolium є однією з кількох вимерлих рослин на цьому острові.

## Поширення
Раніше геліотроп Святої Єлени був відомий у прибережних низовинах острова Святої Єлени (південна частина Атлантичного океану). Вид відомий лише з однієї колекції, зробленої в Брод-Гут у 1810 році В. Дж. Берчеллом. Відтоді його ніхто не бачив.

## Вимирання
Ймовірно, геліотроп Святої Єлени був знищений в основному в результаті випасу кіз (Capra hircus). Кози були завезені на острів Св. Єлени португальськими мореплавцями на початку 16-го століття, і вони процвітали у великій кількості в низинах, завдаючи великої шкоди первісній місцевій рослинності.